# Concert du nouvel an 1961 à Vienne
Le concert du nouvel an 1961 de l'orchestre philharmonique de Vienne, qui a lieu le 1er janvier 1961, est le 22e concert du nouvel an donné au Musikverein, à Vienne, en Autriche. Il est dirigé pour la 7efois consécutive par le chef d'orchestre autrichien Willi Boskovsky.
Johann Strauss II y est toujours le compositeur principal, mais son frère Josef est représenté avec quatre  pièces. Par ailleurs, Hofballtänze, valse de Joseph Lanner, est la première œuvre non écrite par un membre de la famille Strauss à être interprétée au Musikverein lors d'un concert du nouvel an, et l'une des deux pièces nouvelles sur les quinze de ce concert.

## Programme
Les pièces suivies d'un astérisque (*) sont jouées pour la première fois.

### Première partie
1. Josef Strauss : Aquarellen, valse, op. 258
2. Johann Strauss II : ouverture de l'opérette Das Spitzentuch der Königin*
3. Johann Strauss : Piefke und Pufke, polka, op. 235
4. Joseph Lanner : Hofball-Tänze, valse, op. 161*
5. Josef Strauss : Eingesendet, polka rapide, op. 240

### Deuxième partie
1. Josef Strauss : Frauenherz (en), polka-mazurka, op.166
2. Johann Strauss II : Liebeslieder, valse, op. 114
3. Johann Strauss II : Leichtes Blut, polka rapide, op. 319
4. Johann Strauss II : Voix du printemps, valse, op. 410
5. Josef Strauss : Moulinet-Polka, polka française, op. 57
6. Johann Strauss II : Persischer Marsch, marche, op. 289
7. Josef Strauss : Plappermäulchen, polka rapide, op. 245
8. Johann Strauss II et Josef Strauss : Pizzicato-Polka, polka
9. Johann Strauss II : Kaiserwalzer, op. 437, valse

### Rappel
1. Johann Strauss II : Unter Donner und Blitz, polka rapide, op. 324